# Libiamo ne' lieti calici

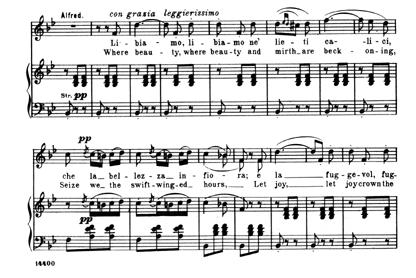
Le prime 15 battute

Libiamo ne' lieti calici è un celebre episodio in tempo di valzer del primo atto de La Traviata di Giuseppe Verdi (scena II), il cui libretto fu scritto da Francesco Maria Piave. È intonato dai personaggi di Violetta (soprano), Alfredo (tenore) e dal coro imbottito di seconde parti (Flora, Gastone, il Barone, il Dottore, il Marchese).
I primi a cantarla sono stati Fanny Salvini Donatelli e Lodovico Graziani nel 1853 seguiti da Maria Spezia Aldighieri e Francesco Landi nel 1854 diretti dal compositore nella rappresentazione che ne ha determinato il successo. 
Altre celebri coppie sono state Marcella Sembrich ed Enrico Caruso, Nellie Melba e John McCormack, Amelita Galli-Curci con Beniamino Gigli e Giacomo Lauri-Volpi, Rosa Ponselle e Lauri-Volpi, Claudia Muzio e Tito Schipa, Bidu Sayão e Nino Martini, Jarmila Novotná e Jan Peerce, Licia Albanese e Peerce, Eleanor Steber e Peerce, la Steber con Giuseppe Di Stefano, la Albanese con Giacinto Prandelli, Renata Tebaldi e Giuseppe Campora, la Albanese con Cesare Valletti, Mary Curtis Verna con Nicolai Gedda, Anna Moffo e Gedda, Joan Sutherland e Flaviano Labò, la Moffo e Bruno Prevedi, la Moffo e Richard Tucker, Gabriella Tucci e Gedda, la Moffo e Franco Bonisolli, Adriana Maliponte e José Carreras, Ileana Cotrubaș e Plácido Domingo, Kiri Te Kanawa e Gedda, Edita Gruberová e Neil Shicoff, Viktorija Luk"janec' e Marcello Giordani, Ainhoa Arteta e Giordani, Renée Fleming e Ramón Vargas, Angela Gheorghiu e Jonas Kaufmann e Diana Damrau con Saimir Pirgu.

## Testo preso dallo spartito
Alfredo:
Libiamo ne' lieti calici,
che la bellezza infiora;
e la fuggevol' ora
s'inebrii a voluttà.
Libiam ne' dolci fremiti
che suscita l'amore,
poiché quell'occhio al core
onnipossente va.
Libiamo. Amor fra i calici
più caldi baci avrà.
Tutti:
Libiam. Amor fra i calici
più caldi baci avrà.
Violetta:
Tra voi saprò dividere
il tempo mio giocondo:
tutto è follia nel mondo
ciò che non è piacer.
Godiam, fugace e rapido
è il gaudio dell'amore:
è un fior che nasce e muore,
né più si può goder.
Godiam, c'invita un fervido
accento lusinghier.
Tutti:
Ah! Godiamo, la tazza e il cantico
la notte abbella e il riso,
in questo paradiso
ne scopra il nuovo dì.
Violetta:
La vita è nel tripudio...
Alfredo:
Quando non s'ami ancora...
Violetta:
Nol dite a chi l'ignora,
Alfredo:
È il mio destin così...
Tutti:
Godiamo. La tazza e il cantico
la notte abbella e il riso,
in questo paradiso
ne scopra il nuovo dì.(4 volte)